# Cruzada dos Pobres
A Cruzada dos Pobres foi uma das "cruzadas populares", que ocorreu na primavera e no verão de 1309. Dela participaram integrantes das classes populares da Inglaterra, do Ducado de Brabante (cujo território corresponde a partes do sul da Holanda e do norte do território atual da Bélgica), do norte da França e da Renânia.
Motivados por um apelo do Papa por um maior apoio para uma nova cruzada na Terra Santa, milhares de homens pobres se mobilizaram e se puseram a marchar para se juntar a um pequeno exército bem armado que estava sendo reunido com a aprovação papal.
Ao longo do caminho, eles se envolveram em saques, perseguição aos judeus e confrontos com as autoridades locais. Nenhum deles alcançou a Terra Santa e sua expedição foi dispersada.

## Histórico
Foi a primeira grande expressão popular de apoio às cruzadas após a queda dos Estados cruzados na Terra Santa. Teve início 18 anos após a queda de Acre, a última cidade remanescente do Reino de Jerusalém, tomada pelos mamelucos em 1291.
Em agosto de 1308, o Papa Clemente V emitiu instruções para a pregação de uma cruzada a ser lançada contra os mamelucos na primavera de 1309. O plano era enviar uma pequena expedição liderada pelos Hospitalários, uma ordem militar religiosa.
Tais instruções incluíam a solicitação de recursos e orações, mas não a participação direta por parte dos leigos.
No início de 1309, a cruzada foi adiada para o outono. Entre junho e julho de 1309, o Papa Clemente V enviou cartas lembrando aos bispos encarregados de dirigir o clero na pregação da cruzada ao norte dos Alpes que deveriam solicitar apenas recursos e orações, além de desencorajar a participação de leigos. Indulgências foram oferecidas para aqueles que forneciam dinheiro.
Entretanto, na primavera de 1309, contrariando as instruções papais, grandes grupos de voluntários começaram a marchar em direção à corte papal em Avinhão. Embora a maioria tenha marchado em direção a Avinhão, com a intenção de se juntar ao exército dirigido pelos hospitalários, alguns embarcaram em barcos no Rio Danúbio com a intenção de chegar à Terra Santa.
Maioria desses voluntários era pobre: camponeses sem terra, trabalhadores agrícolas e artesãos urbanos subempregados. Entretanto, também participaram alguns cidadãos alemães mais ricos e até alguns cavaleiros, mas a alta nobreza não estava representada. Embora a maioria fosse do sexo masculino, algumas mulheres também aderiram.
Em julho de 1309, apesar da falta de liderança e planejamento, entre de 30 e 40 mil voluntários chegaram a Avinhão. É possível que alguns tenham chegado ao porto de Marselha, o ponto de embarque planejado. No entanto, nenhum desses voluntários pode embarcar, pois não haviam navios disponíveis, razão pela qual os voluntários se dispersaram e a maioria retornou para seus lugares de origem.
Aliás, nem os próprios hospitalários que partiram de Marselha, chegaram à Terra Santa, pois se dirigiram à Ilha de Rodes, que era disputada com o Império Bizantino       .